# Avenue Anatole-France (Paris)
Pour les articles homonymes, voir Avenue Anatole-France.
L'avenue Anatole-France est une allée du Champ-de-Mars dans le 7e arrondissement de Paris.

## Situation et accès
Cette voie piétonne se trouve sur le Champ-de-Mars.

## Origine du nom
Cette voie porte le nom d'Anatole France (1844-1924), écrivain et critique littéraire français.

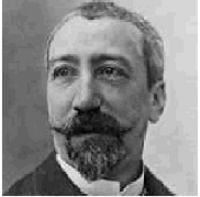
Anatole France.
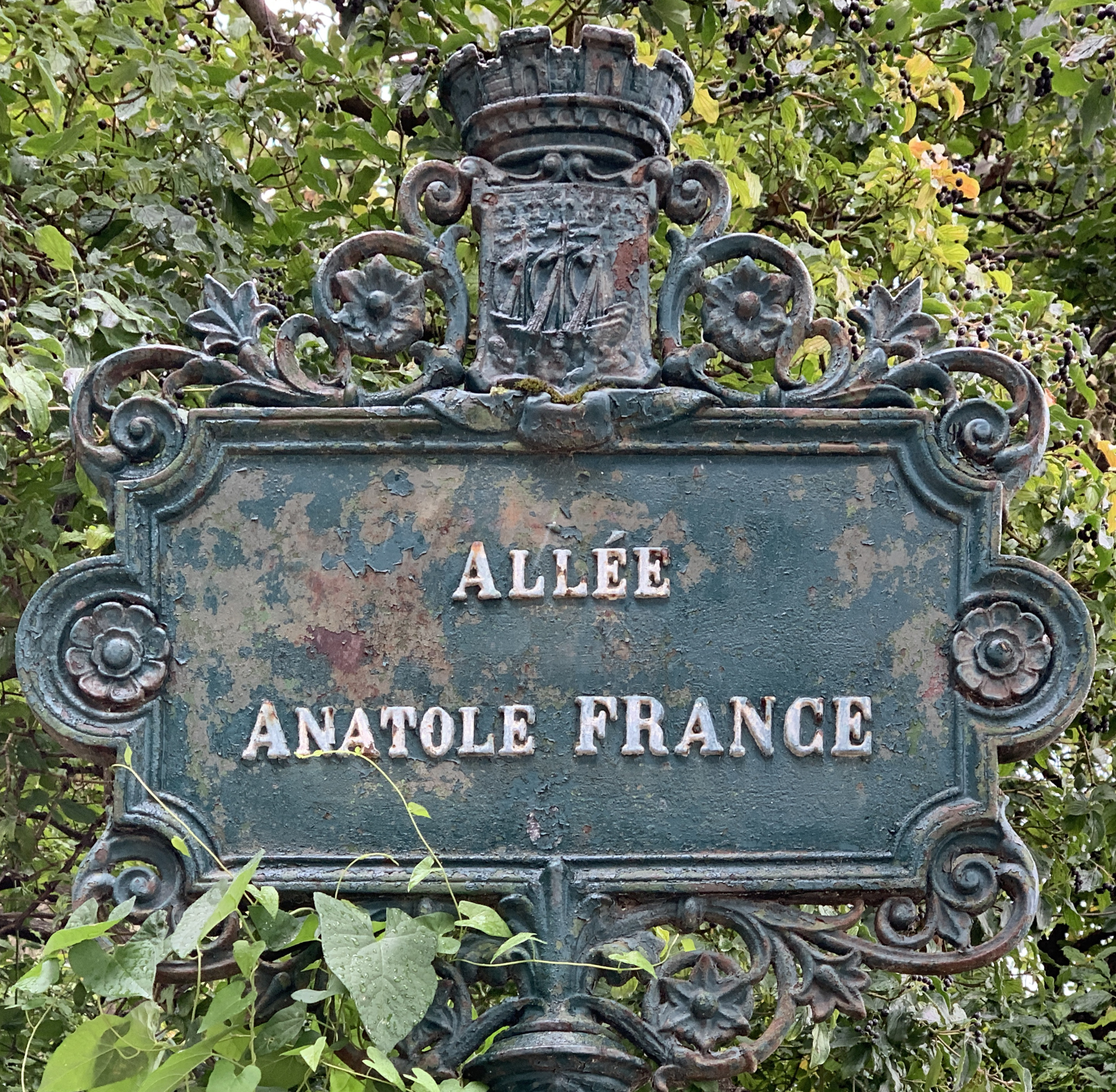
Plaque de l'avenue.

Outre cette « allée », il existe, depuis 1947 et dans le même arrondissement de Paris un quai Anatole-France.

## Historique
Cette allée du Champ-de-Mars prend sa dénomination actuelle le 4 juin 1926.

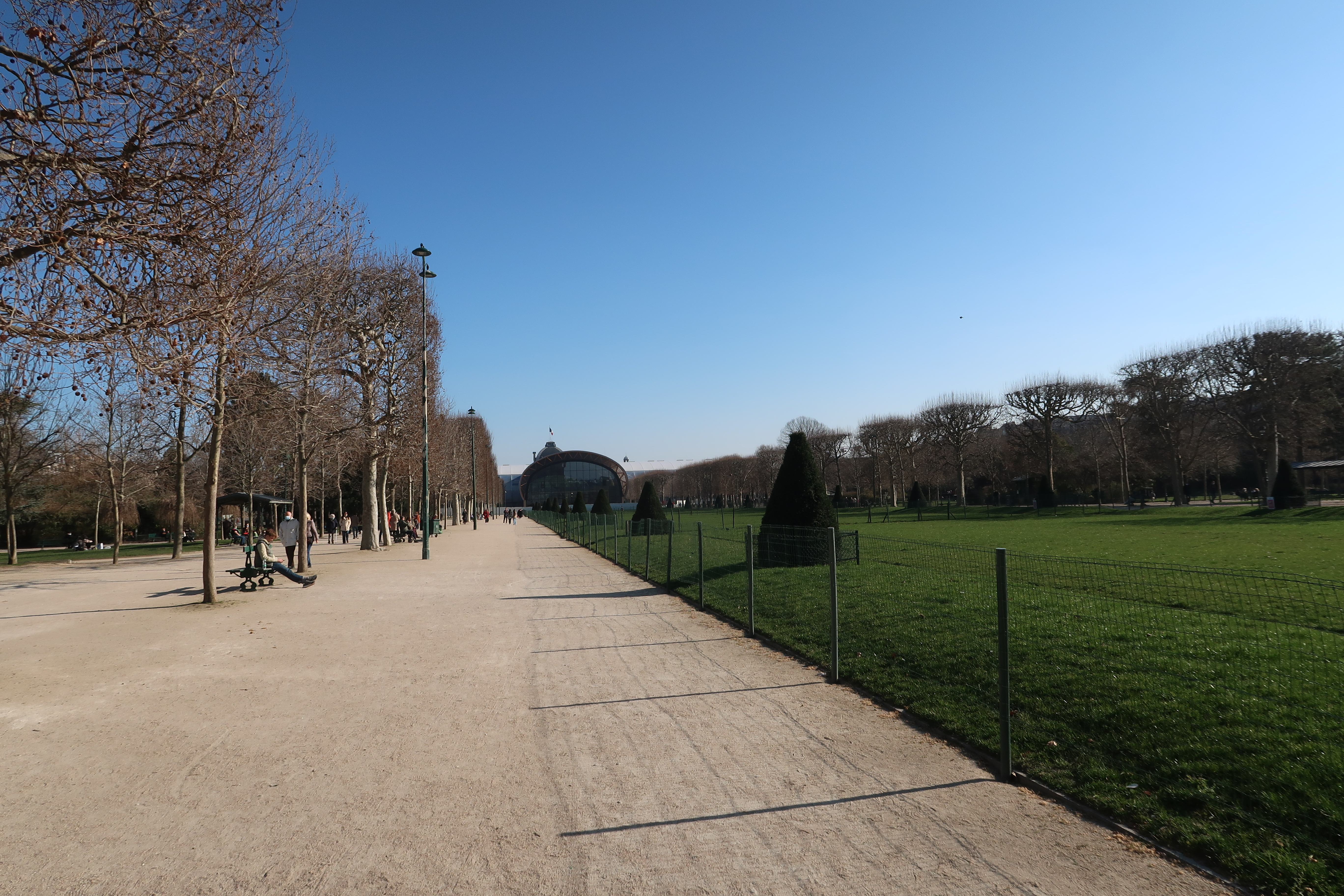

## Bâtiments remarquables et lieux de mémoire
La tour Eiffel a pour adresse le 5, avenue Anatole-France.